# Sagatus
Sagatus punctifrons — рід цикадок із ряду клопів, який зустрічається в Голарктиці.

## Опис
Цикадки розміром 4—6 мм. Рід є стройним та циліндричним, з закругленою спереду головою. 1 жовтувато-зелений вид на івах.